# Pseudechinus notius
Pseudechinus notius is een zee-egel uit de familie Temnopleuridae.
De wetenschappelijke naam van de soort werd in 1916 gepubliceerd door Hubert Lyman Clark.